# Przystanek Woodstock (album Dżemu)
Przystanek Woodstock – dwupłytowy album koncertowy Dżemu wydany w 2009  roku z koncertów z Przystanku Woodstock odpowiednio z 2003 oraz z 2004 roku.
Wcześniej wydano zapis koncertów w postaci DVD.

## Lista utworów

### CD1
1. Wehikuł czasu
2. Poznałem go po czarnym kapeluszu
3. To tylko dwa piwa
4. Cala w trawie
5. Ćma barowa
6. Gorszy dzień
7. Gaduła Jurka
8. Sen o Victorii
9. Diabelski żart
10. Harley mój
11. Gaduła Jurka
12. Czerwony jak cegła
13. Whisky
14. Finał koncertu

### CD2
1. Whisky
2. Jak malowany ptak
3. Ballada o dziwnym malarzu
4. Szeryfie, co tu się dzieje
5. Człowieku, co się z tobą dzieje
6. Kaczor, coś ty zrobił
7. Skazany na bluesa
8. Niewinni i Ja cz. I i II
9. Naiwne pytania
10. Finał koncertu